# Бушар, Иполито де
Иполито де Бушар (исп. Hipólito de Bouchard, 15 января 1780 или 1783, Борм-ле-Мимоза — 4 января 1837, Перу) — французский и аргентинский моряк и корсар на службе Аргентины, Чили и Перу. Участник войны за независимость Аргентины. На второй родине почитается как герой и патриот; несколько объектов названы в его честь. Иполито Бушар стал первым аргентинцем, совершившим кругосветное плавание.

## Биография
Родился в небольшой деревушке Борм-ле-Мимоза близ Сен-Тропе. Служил во французском флоте. Разочаровавшись во Французской революции, в 1809 году уехал в Ла-Плату. С началом Майской революции поступил на службу в ряды недавно образовавшегося флота патриотов под командованием Хуана Баутисты Азопардо. В 1812 году присоединился к сформированному Хосе де Сан-Мартином полку конных гренадеров.

## Кампания под командованием Уильяма Брауна
12 сентября 1815 получил под своё командование корвет «Алькон» (исп. Halcón — сокол). Во время тихоокеанской кампании эскадры аргентинских кораблей под командованием аргентинского адмирала ирландского происхождения Уильяма Брауна, совершил нападение на испанские колонии Чили и Перу. Во время блокады Гуаякиля Браун попал в плен к роялистам, и после долгих переговоров его обменяли на несколько кораблей, ранее захваченных аргентинцами. После этого Бушар сообщил Брауну, что его корабль — в плохом состоянии, а офицеры требуют возвращения в Буэнос-Айрес, и потребовал раздела добычи. Получив фрегат «Consecuencia», он на нём обогнул мыс Горн и прибыл в Буэнос-Айрес 18 июня 1816 года.

## Кампания на «La Argentina»
Бушар переименовал «Consecuencia» в «La Argentina». Подготовка к новой кампании заняла долгое время, но наконец 27 июня 1817 года он получил от властей Аргентины каперское свидетельство, и 9 июля вышел в море, планируя пересечь Атлантику и перехватывать в районе Мыса Доброй Надежды суда «Филиппинской компании», идущие с Индии. Однако 19 июля на корабле случился пожар, с трудом потушенный усилиями команды, и поэтому, выйдя в Индийский океан, Бушар направился к Мадагаскару, где два месяца ремонтировался в Таматаве. 18 октября он встретил американский фрегат, от которого узнал, что «Филиппинская компания» уже три года как прекратила торговлю с Индией.
Бушар пересёк Индийский океан, прошёл сквозь Зондские острова и 31 января 1818 года блокировал порт Манила, испанские Филиппины. В течение двух месяцев он перехватил 16 судов, после чего 30 марта отправился через Тихий океан. 17 августа он прибыл в бухту Кеалекуа на Сандвичевых островах. Там он установил контакт с местным правителем, королём Камеамеа I, пополнил запасы и отправился к берегам Америки.
В Америке силы Бушара 24 ноября заняли Монтерей в испанской Калифорнии (вице-королевство Новая Испания). Подняв там национальный флаг, аргентинцы некоторое время требовали передачи территории будущего штата США Аргентине. Потом они ещё некоторое время промышляли у берегов Центральной Америки, а 3 апреля 1819 года Бушар решил завершить двухлетнее путешествие, и помочь Хосе де Сан-Мартину в освобождении Южной Америки.
Некоторыми историками, к примеру Мигелем Анхелем де Марко, считается, что бело-голубые флаги стран Центральной Америки (Соединённые Провинции Центральной Америки и государства образовавшиеся на их месте) созданы под влиянием аргентинского флага, находившегося на борту кораблей Иполито Бушара.
13 июля 1819 года «La Argentina» прибыла в Вальпараисо (Чили), где Бушар узнал, что Томас Кокрейн приказал его арестовать по обвинению в пиратстве. Бушар ответил, что он не подчиняется чилийским властям, и будет отчитываться о своём путешествии лишь властям Аргентины. Суд по обвинениям в пиратстве начался 20 июля, и шёл весьма неспешно, поэтому осенью полковник-аргентинец Мариано Некочеа захватил «La Argentina» от имени Аргентины. Это ускорило процесс, и 9 декабря суд постановил вернуть Бушару корабли и документы, однако оставил чилийским властям деньги и добычу. К тому времени на кораблях не было ни пушек, ни матросов, ибо они понадобились чилийскому флоту, отправившемуся воевать в Перу. Будучи практически банкротом, Бушар отправил в Буэнос-Айрес шхуну с известием о плачевном положении своих кораблей, и переименовал «La Argentina» назад в «Consecuencia».

## Последние годы жизни
Бушар перешёл на службу в чилийский флот, а его корабли стали использоваться как транспортные суда. В декабре 1820 года он потребовал, чтобы Хосе де Сан-Мартин, ставший к тому времени Протектором Перу, позволил ему вернуться в Буэнос-Айрес из-за плохой экономической ситуации, но Сан-Мартин оставил его в Лиме ещё на четыре месяца.
Тем временем Кохрейн, матросам которого не платили жалованье, конфисковал находившиеся на его кораблях денежные средства в счёт долга. Сан-Мартин посчитал это бунтом, создал Перуанский флот, куда взял на службу Бушара. После завершения конфронтации с чилийцами Бушар продолжил службу Перу, и в 1828 году принял участие в войне против Колумбии; после смерти адмирала Мартина Хорхе Гисе он стал командующим Перуанским флотом, однако год спустя ушёл в отставку.
После выхода в отставку Бушар поселился во владениях, полученных им от перуанского правительства. Так как он давно утратил контакт со своей семьёй, то даже не знал, что после ухода в кругосветное плавание у него родилась дочь. 4 января 1837 года он был убит одним из своих слуг.